# Torre de Rádio de Berlim
A Torre de Rádio de Berlim (em alemão: Berliner Funkturm, ou ainda Funkturm Berlin) é torre transmissora localizada em Berlim, capital alemã. Foi construída entre 1924 e 1926 por Heinrich Straumer, estando situada no distrito de Charlottenburg-Wilmersdorf, além de ser uma das principais atrações turísticas da cidade. Apelidada de "der lange Lulatsch" ("moça esbelta") pelos guias turísticos, a expressão é raramente utilizada pelos berlinenses. Foi inaugurada no dia 3 de Setembro de 1926 na ocasião da 3ª Grande Exibição Alemã de Radio e hoje é um patrimônio tombado.
A torre foi construída com uma estrutura treliçada em aço, similar à Torre Eiffel de Paris. Os 150 metros e aproximadamente 600 toneladas da torre foram planejados originalmente somente como uma torre transmissora, mas posteriormente foram incluídos um restaurante a uma altura de aproximadamente 52 m e uma plataforma da observação a aproximadamente 125 m de altura. Visitantes podem alcançar o restaurante e a plataforma de observação por um elevador que sobe a uma velocidade de até 4 metros por segundo.
A torre de rádio tem duas características estruturais particulares. Primeiramente, sustenta-se em uma área de 20 m². Sua relação da área pela altura é de 1:6,9. Para comparação, a Torre Eiffel sustenta-se em uma área de 129 m², dando uma relação de área-altura de 1:2,3.
Outra particularidade é que é provavelmente a única torre da observação do mundo que está situada sobre isoladores de porcelana. Ela foi projetada como uma torre de sustentação para antena T de ondas médias, e os isoladores foram colocados com a intenção de impedir a perda de potência de transmissão pela própria torre. Entretanto, isto era pouco prático, porque os visitantes seriam vulneráveis aos choques elétricos maciços. Assim a torre foi aterrada mais tarde através do eixo de seu elevador.
Em 22 de Março de 1935, o primeiro programa regular da televisão no mundo foi transmitido através da antena no alto da torre. Desde 1963, a torre não é mais usada para transmissões televisivas e radiofônicas regulares, mas ainda é usada como estação para transmissões não abertas, como radioamador, uso policial e serviços de telefonia celular.
A última reforma completa ocorreu em 1987, na ocasião do 750° aniversário de Berlim.